# Trevor Horn
Trevor Horn   (Hetton-le-Hole, 15 de juliol de 1949), CBE, és un productor de música anglès, compositor, músic i cantant. La seva influència sobre la música popular de la dècada de 1980 era tal que ha estat anomenat "L'Home Que va Inventar el Vuitanta".
En Horn ha produït comercialment àlbums i cançons d'èxit per nombrosos artistes britànics i internacionals. Va guanyar un Premi Grammy per produir "Kiss from a rose" per Seal. Com a músic, ha tingut èxit de llistes musicals amb les bandes The Buggles, Yes i Art of Noise. També posseeix una participació significativa en els ZTT Records, empresa d'enregistrament, Sarm Estudios i l'empresa editora de música, Perfect Songs. Totes tres empreses són sota el paraigua corporatiu d'SPZ. Durant 2010 va rebre l'Ivor Novello Award de l'Acadèmia Britànica per llur Contribució Excepcional a la Música britànica.

## Vida primerenca
Trevor Charles Horn va néixer de John i d'Elizabeth el 15 de juliol de 1949 en la ciutat de Durham en Nord-oest d'Anglaterra. El segon de quatre fills, Trevor té dues germanes, Janet i Marjorie, i un germà, Ken Horn. La família vivia en una vall a prop de la granja-formatgeria on John va treballar com enginyer i tocava el contrabaix en Joe Clarke Big Band. John Horn va ensenyar el seu fill a tocar l'instrument. Trevor va assistir a Johnston Grammar School en Durham, durant aquesta etapa va tocar en l'orquestra de joventut local, però canvià de direcció quan va agafar la guitarra i va tocar en grups semi-professionals de rock, inspirat en el seu pare. Entre els grups als quals s'hi va unir, als 14 anys, era The Outer Limits, anomenat com la sèrie televisiva emesa durant 1963. Als 17, Horn desitjava esdevenir un músic professional i "vaig despertar els meus pares a les quatre de la matinada per dir-los-ho" a la inicial resistència dels pares van desitjar per ell que esdevingués un músic ben establert a les vendes i que fos bo a matemàtiques, però Horn va suspendre els seus exàmens. Després de ser acomiadat d'una feina posterior, Trevor va esdevenir baixista a una banda. Va guanyar 24£ una setmana per la feina de cinc nits.
Ell i la seva família llavors es van mudar a Leicester, i Trevor va guanyar creixent interès per enregistrament de so i les tècniques. Se li permeté la seva assistència en la construcció d'un estudi d'enregistrament en la ciutat mentre anava actuant en sales de ball. Abans de la conclusió de l'estudi, Horn es reubicà a Londres i va agafar feina com a músic de sessió, començant a produir cançons publicitàries, falques publicitàries, gravacions sense èxit comercial, i treballant amb grups de punk rock.

## Carrera

### Bandes
Horn començà la seva carrera professional com a músic de sessió a la fi dels anys 70, incloent actuacions en el programa de televisió "Come Dancing". Més notablement, va tocar per a l'estrella de música discoteca Tina Charles i el seu productor Biddu, les pistes de la qual van influir en els primers treballs de Trevor. Un altre membre de la seva banda de suport va ser el teclista Geoffrey Downes. En 1978, Horn i Downes van formar The Buggles, en el qual Horn va tocar el baix, la guitarra i la percussió a més de proporcionar vocals, mentre que la vocalista era Linda Jardim (ara Linda Allan). Just abans de The Buggles, però, Horn va signar amb Sonet Records i va gravar dos senzills sota el segell 'The Big A'. Un sol, "Caribbean Air Control", va ser llançat al Regne Unit però no va tenir èxit. Uns mesos més tard, la cançó es va remesclar en una pista de música discoteca sota el nom de "Chromium" ("Chrome" als Estats Units) sense veus i una accentuació musical sintetitzada i amb percussió. Llavors tampoc no va a vendre ni sonar a les emissores, però va anar bé en les discoteques, especialment als EUA i Canadà. El 1979, es va llançar un àlbum complet anomenat Star to Star. Al voltant d'aquesta època, Horn, Downes i Bruce Woolley (el guitarrista de Tina Charles) co-escriviren "Video Killed the Radio Star", que va ser llançat per The Buggles en 1979; Va aconseguir el número 1 en el les llistes del Regne Unit i va ser el primer videoclip que es va reproduir en l'MTV. La cançó també va aparèixer en el primer àlbum del grup, The Age of Plastic, publicat el 1980.

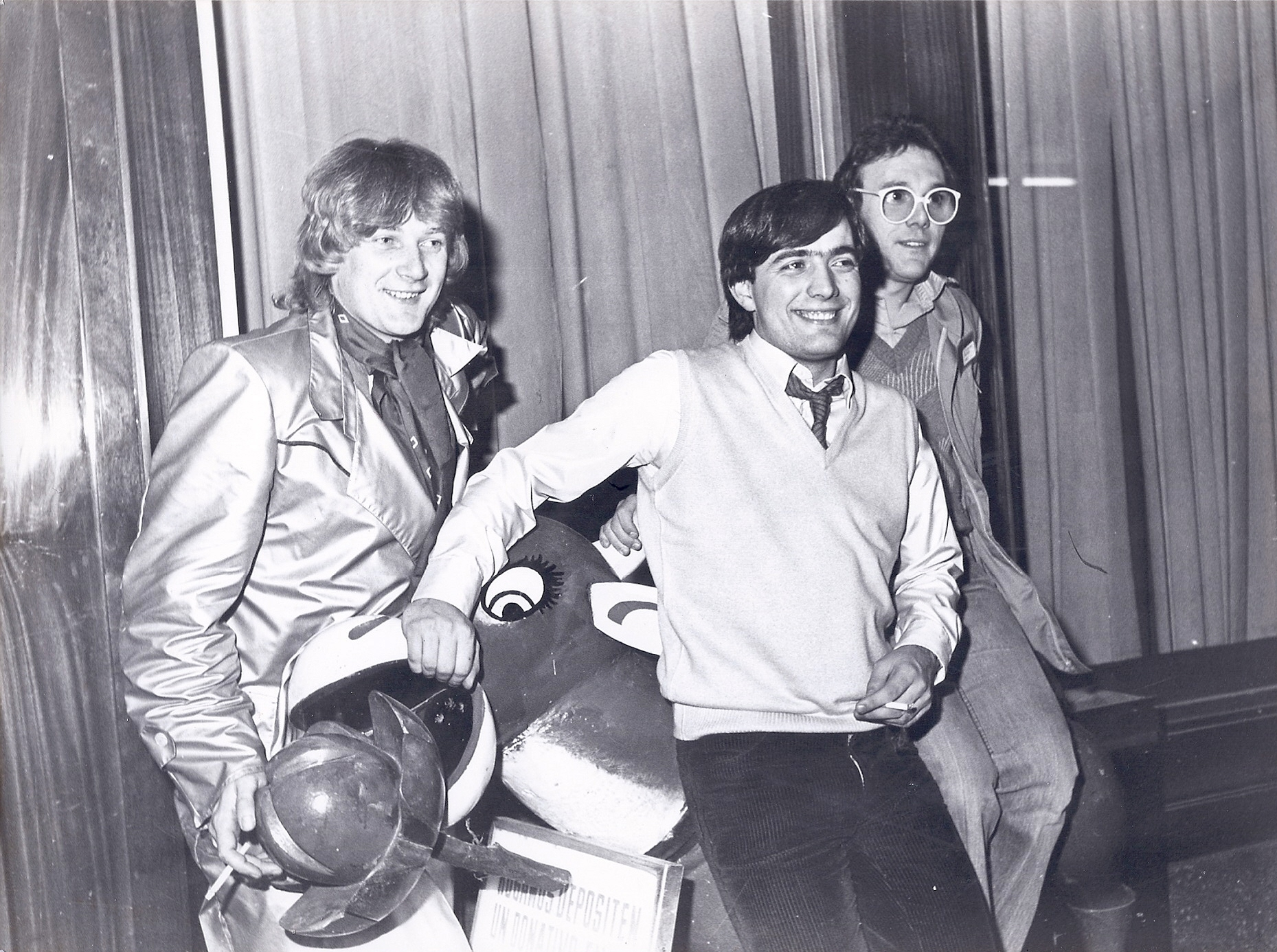
El grup Buggles en 1981.

Més tard aquest any, Horn i Downes van ser convidats a formar part del grup de rock Yes. Horn es va convertir en vocalista principal, en substitució de Jon Anderson. Va gravar un àlbum amb Yes, Drama, on també va tocar el baix en una cançó. A principis de 1981, després de només set mesos, va deixar Yes per concentrar-se en el treball de producció. També va completar un segon àlbum de Buggles, Adventures in Modern Recording, principalment sol després d'un desacord amb Geoff Downes.
Horn va tornar a treballar amb Yes, no com a membre de la banda, sinó que va co-produir els seus dos pròxims àlbums d'estudi, incloent l'àlbum "de retorn" el 1983, titulat 90125. També va ser membre fundador d'Art of Noise. És conegut per la seva contribució interpretativa en àlbums que produeix. Una altra banda és Producers, en la qual Horn toca amb diversos músics / productors, a saber, Lol Creme, el productor Steve Lipson, el baterista Ash Soan i, inicialment, el cantant i compositor Chris Braide. La banda va realitzar el seu primer concert a Camden Barfly el novembre de 2006. Continuen actuant, ara sota el nom de La Banda de Trevor Horn.

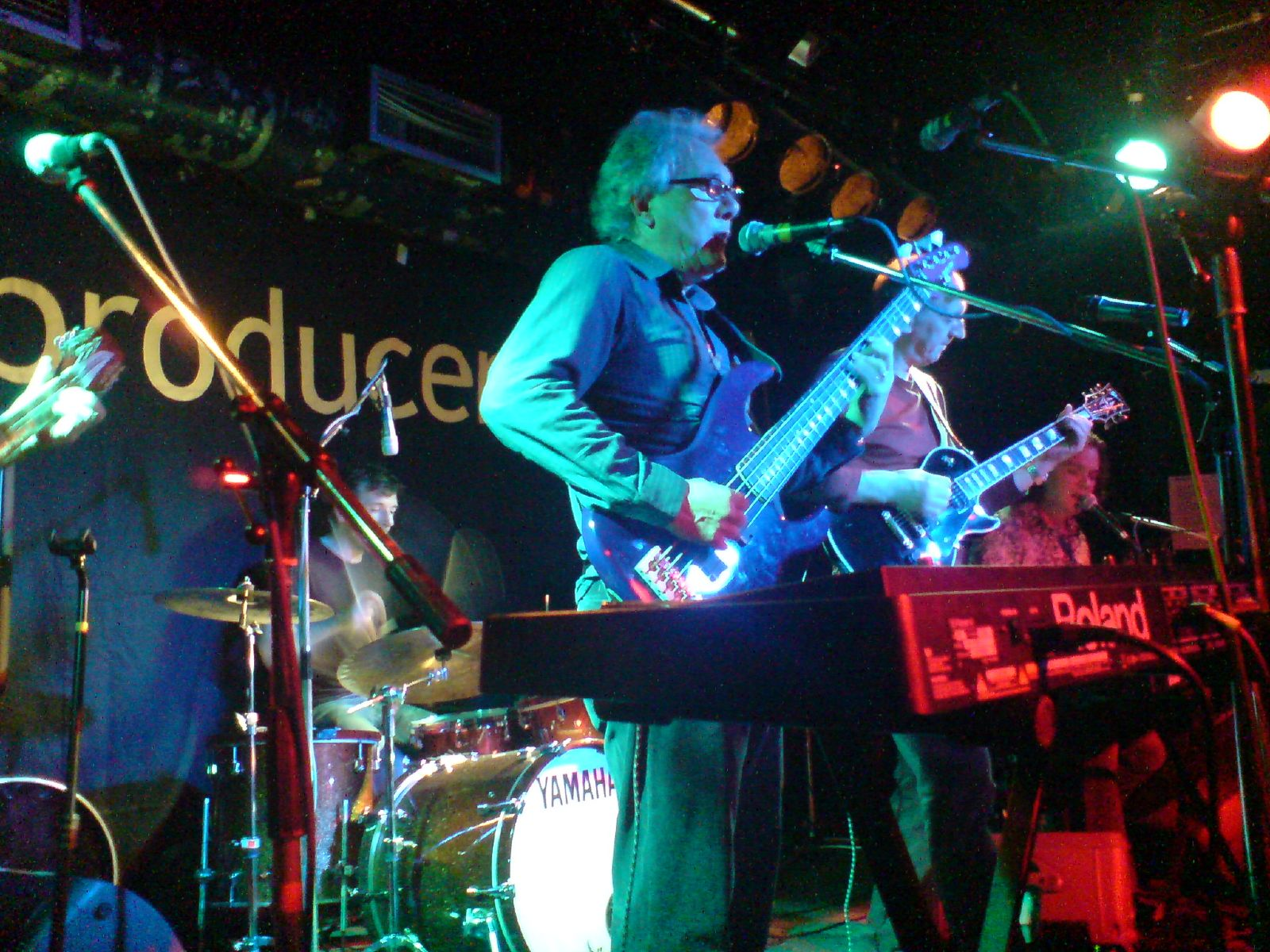
Trevor Horn el 2012 amb els Producers

### Producció
Horn (de vegades treballant amb Geoff Downes) va ser el productor del material de Buggles, i durant la seua titularitat amb Yes, Horn va ajudar a produir els seus llançaments. (el crèdit de producció oficial en Drama va ser a Yes i l'enginyer Eddy Offord). Va seguir treballant amb Yes en tant com a productor, incloent l'àlbum 90125 i l'únic hit "Owner of a Lonely Heart". Preguntat en una entrevista del 2015 sobre el que considera el seu millor treball al llarg dels anys, Horn va nomenar "Propietari d'un cor solitari" des d'un punt de vista tècnic.
El primer èxit de producció externa d'Horn va arribar amb la banda pop 'Dollar' en 1981 i 1982. Quatre singles del Top 20 del Regne Unit, "Mirror Mirror", "Hand Held in Black and White", "Give Me Back My Heart" i "Videotheque" van ser tots co escrits i produïts per Horn. Després va produir The Lexicon of Love (1982) del grup ABC, que va aconseguir el número 1 en el UK Albums Chart. Va ser durant les sessions de Lexicon que Horn va muntar per primera vegada l'equip humà de producció que caracteritzaria i definia el so d'una producció d'Horn en la dècada de 1980: Anne Dudley en teclats i arranjaments, Gary Langan (més tard Stephen Lipson) com a enginyer en cap, JJ Jeczalik en programació per al Fairlight CMI, la vocalista Tessa Webb més el percussionista Luis Jardim. Originàriament presentada per tocar al teclat, Dudley va estar aviat escrivint amb el grup i anotant les orquestracions de l'àlbum.
Va aconseguir el seu major èxit comercial el 1984, primerament amb la banda de Liverpool Frankie Goes a Hollywood. Va rebre la petició de Bob Geldof per produir la cançó "Do They Know It's Christmas?", però no estava disponible. En lloc d'això, Trevor va cedir l'ús del seu estudi, SARM West a Londres, sense càrrec per al projecte durant 24 hores, la qual cosa Geldof va acceptar, assignant a Midge Ure com el productor. El 25 de novembre de 1984, la cançó va ser gravada i barrejada. Horn va produir el costat B amb missatges d'artistes que no havien fet l'enregistrament (incloent David Bowie, Annie Lennox d'Eurythmics, Paul McCartney, tots els membres de Big Country i Holly Johnson de Frankie Goes a Hollywood), que també van ser gravat sobre la mateixa pista de suport que la cara A.
Altres artistes que ha produït són John Howard, Paul McCartney, Tom Jones, Cher, Grace Jones, Seal, Propaganda, Tina Turner, Lisa Stansfield, Pet Shop Boys, Simple Minds, Eros Ramazzotti, Mike Oldfield, Marc Almond, Charlotte Church, TATu, LeAnn Rimes, Genesis i Belle & Sebastian. Diversos músics han descrit l'estil de producció de Horn com a dominador. Els Pet Shop Boys van remarcar que, encara que Horn havia promès completar el seu single "Left to My Own Devices" en un parell de setmanes, va trigar diversos mesos a rebre la barreja final a causa de l'esplèndida orquestració en viu i el treball d'estudi.
L'11 de novembre del 2004 es va celebrar a Wembley Arena un concert de caritat de Prince's Trust que celebrava els 25 anys d'Horn com a productor de discos. Els intèrprets de l'espectacle incloïen The Buggles, Bruce Woolley, ABC, Art of Noise, Belle & Sebastian, Lisa Stansfield, Pet Shop Boys, Seal, Dollar, Propaganda, TATu, Yes, Grace Jones i Frankie Goes to Hollywood (amb Ryan Molloy substituint vocalista original Holly Johnson). Un àlbum doble, Produït per Trevor Horn, es va estrenar juntament amb el concert. Una versió editada del concert ha estat emesa per televisió en diversos països sota el títol 25 Years of Pop: Produced by Trevor Horn, i una versió en DVD del concert complet anomenat Slaves to the Rhythm està disponible.
El 22 de maig de 2006, els Pet Shop Boys van llançar el seu àlbum Fundamental que va ser produït per Horn. L'àlbum va aconseguir el número 5 a la taula de vendes del Regne Unit. El mateix mes, va aparèixer en un concert de Pet Shop Boys gravat especialment per a BBC Radio 2. Després de l'èxit de crítica de l'esdeveniment, Horn va produir una versió d'àlbum, Concrete, llançada el 23 d'octubre de 2006. Horn també va produir l'àlbum de debut de Captain, This is Hazelville, llançat a finals de 2006. També ha treballat amb John Legend i David Jordan.
Pel que fa a la pel·lícula de 2008 Wanted (protagonitzada per James McAvoy i Angelina Jolie), Horn va produir la veu de Danny Elfman en la cançó de cloenda dels crèdits "The Little Things".
El 2009, Horn va produir l'àlbum Reality Killed The Video Star per al cantant britànic Robbie Williams. A banda del títol de l'àlbum que ret homenatge a l'àlbum single de Buggles en 1979, també reflecteix el desdeny mutu de Horn i Williams per la proliferació actual de programes de televisió de "reality show" i concursos de música al Regne Unit i en altres llocs. Irònicament, l'àlbum va ser el primer àlbum d'estudi de Williams per no arribar al número 1 del Regne Unit, superat al primer lloc pel disc debut de JLS, que va ser subcampió al xou televisiu "The X Factor " en 2008. Horn també va ser el productor executiu de l'àlbum de Jeff Beck, Emotion & Commotion, llançat a principis de 2010. Va tornar a treballar amb Yes novament, produint el seu nou àlbum a partir d'octubre de 2010. Aquest àlbum, del 2011 Fly From Here, es tracta d'una reunió de col·legues d'Horn i Geoff Downes; no només és Downes un membre de l'encarnació actual de la banda, sinó que també l'àlbum porta el títol d'una cançó escrita per Horn i Downes i interpretada per Yes durant llur període de pertinença a la banda l'any 1980.

### Escriptura de cançons
Els crèdits de composició de cançons d'Horn es remunten a 1979 quan co-escrivia una cançó per Dusty Springfield, "Baby Blue" amb Bruce Woolley i Geoff Downes. Tots els èxits dels Buggles, incloent "Video Killed the Radio Star", " Living in the Plastic Age "," Elstree "i" I Am a Camera ", van ser co-escrits per Horn i Downes. Horn co-va escriure tot l'àlbum de 1980 Yes, Drama. Al seu retorn a la banda (com a productor) el 1983 va contribuir al seu major èxit, "Propietari d'un cor solitari" i l'èxit de dansa " Leave It"; encara més tard, co-escriure la meitat de les cançons de l'àlbum Fly from Here (Yes, 2011), moltes de les quals es basaven en una cançó que havia escrit amb Downes en l'era de Drama, just abans d'unir-se a la banda. Per l'àlbum de The Dollar The Dollar Album (1982), Horn va escriure una història d'amor a través de quatre cançons: "Hand held in Black and White", "Mirror Mirror", "Give Me Back My Heart" i "Videotheque". Els quatre senzills van arribar al Top 20 del Regne Unit, i dos, "Mirror Mirror" i "Give Me Back My Heart", van arribar al número 4 a la taula del Regne Unit. Durant 1982 i 1983, Horn va treballar amb Malcolm McLaren i Anne Dudley, escrivint nombrosos èxits mundials incloent "Buffalo Gals", "Double Dutch", "Duck for the Oyster" i l'àlbum Duck Rock. L'any 1984, co-va escriure diversos hits amb l'Art of Noise incloent "Close (To the Edit)", " Beat Box "i" Moments in Love ". L'any següent, co-escrigué "Slave to the Rhythm". Aquest tema va ser originalment pensat per ser el segon single de Frankie Goes To Hollywood, però va ser lliurat a Grace Jones. Horn i el seu equip d'estudi van reelaborar i reinterpretar-lo, a l'estil jazzístic, en sis cançons separades per formar l'àlbum Slave to the Rhythm. Horn també va contribuir a l'àlbum demanant a David Gilmour, que finalment va tocar la guitarra.
Als 90, Horn va escriure dues cançons per a cantants solistes. "Riding into Blue (Cowboy Song)" va ser gravat per Inga Humpe i "Docklands" que va ser gravat per Betsy Cook. També va escriure dues cançons amb Terry Reid per al seu àlbum de 1991, The Driver i "The Shape of Things to Come" per a l'album de 1995 de Cher's It's a Man's World. Horn va co-escriure el tema "Everybody Up" al programa de televisió The Glam Metal Detectives, un espectacle d'esquetxos de comèdia que va aparèixer a la BBC Two l'any 1995. Aquesta va ser una altra col·laboració amb Lol Creme. L'activitat compositora d'en Trevor Horn es pot escoltar en nombroses bandes sonores de pel·lícules. En 1992, Horn va col·laborar amb el compositor Hans Zimmer per produir la partitura de la pel·lícula Toys, que incloïa interpretacions de Tori Amos, Pat Metheny i Thomas Dolby. A la dècada de 2000, Horn subministrava producció addicional en tres títols internacionals per tATu, "All the Things She Said", "Not Gonna Get Us", i "Clowns (Can You See Me Now)". També va co-escriure "Pass the Flame" (la cançó oficial del relleu de la torxa per als Jocs Olímpics de 2004 a Atenes) en col·laboració amb Lol Creme i va co-escriure la pista que titulava l'àlbum The Moment de Lisa Stansfield. Co-escrigué 'Sound The Bugle', interpretat per Bryan Adams i presentat a la banda sonora d'Spirit: Stallion of the Cimarron soundtrack.
El 2017, Horn va escriure la música per a l'anime co-produït per Stan Lee: "The Reflection - Wave One".

### Edició de música
En 1982, Horn va fundar l'empresa musical Perfect Songs juntament amb la seva esposa, Jill Sinclair. Això va coincidir amb la seva recent adquisició de Basing Street Studios, que també va albergar a l'editora incipient. Perfect Songs va poder aprofitar i desenvolupar els joves artistes emergents que treballaven en l'estudi de gravació.
El primer a signar va ser Frankie Goes a Hollywood, seguit de l'Art of Noise i Propaganda. Aquests primers fitxatges a la companyia van ser fonamentals a l'hora d'establir l'esperit de la companyia "de la innovació i el desenvolupament artístic, prenent riscos i signant actuacions poc convencionals". Els compositors d'èxit als quals ha editat des de llavors inclouen Seal, Ian Brown, Gabrielle, Chris Braide, Shane MacGowan, Marsha Ambrosius, Alistair Griffin i Paul Simm (escriptor de l'èxit "Overload" per Sugababes).

## Premis
- Premi BRIT 1983 - Millor productor britànic
- Premi BRIT 1985 - Millor productor britànic
- Premi BRIT 1992 - Millor productor britànic
- Premi Grammy 1995 - Rècord de l'Any (com a productor de "Kiss From A Rose")
- Horn va ser nomenat Comandant de l'Ordre de l'Imperi Britànic (CBE) en l'Honor de l'Any Nou 2011 per serveis a la indústria de la música.
- Graduat honorífic de Doctor of Music (2012) per Southampton Solent University, Anglaterra.

## Vida personal
Horn es va casar amb l'ex professora de matemàtica i sòcia empresarial Jill Sinclair el 1980. Tenen quatre fills; dos fills, Aaron i William (antigament coneguts com a Rebecca), i dues filles, Gabriella i Alexandra (o "Ally"), els últims dels quals han treballat com a assessora educativa. [5] Aaron (conegut en la indústria com "Aaron Audio"), com el seu pare, és un músic i productor. Va estar en la banda Sam and the Womp i amb freqüència és DJ arreu de Londres. Tant Aaron com Ally Horn són co-directors de Sarm Studios. L'agost de 2016, Horn tenia tres nets.
El 25 de juny de 2006, mentre estava a casa del Goldsmiths College de la Universitat de Londres, Aaron estava practicant amb el seu rifle d'aire, sense adonar-se que la seva mare estava a prop. Un balí d'arma d'aire de 4,5 mm (calibre.17) va colpejar accidentalment Jill al coll, tallant una artèria i causant dany cerebral irreversible per hipòxia, deixant només les seves funcions cerebrals més baixes i sense possibilitats de recuperació. Va ser traslladada a la unitat de cura intensiva del Royal Berkshire Hospital on la seva condició es va qualificar de "crítica però estable". La comunicació de ZTT Records va confirmar l'1 de setembre de 2006 que Jill estava en coma natural i s'havia traslladat a un centre de rehabilitació. Al setembre de 2009, Horn li va dir a The Times que preferia no respondre preguntes sobre la seva dona, però va confirmar que encara estava en coma. El juny de 2012, Horn li va dir a The Sunday Times que la seva dona no estava en coma, però que "no pot parlar, moure ni somriure, l'única expressió que pot mostrar és de malestar". Jill Sinclair va morir de càncer 22 de març de 2014, de 61 anys.
Horn no és jueu, però ha assistit a la sinagoga amb els seus fills.
A finals de 2017, l'estudi de gravació i habitatge particular d'Horn en el barri de Bel Air de Los Angeles va ser destruït per l'incendi Skirball Fire. Horn va assenyalar a través de Twitter que tenia la intenció de reconstruir la propietat.